# Girolamo Maggi
Girolamo Maggi (Anghiari, 1523 circa – Istanbul, 27 maggio 1572) è stato un giurista, poeta e ingegnere italiano.

## Primi anni
Maggi nacque ad Anghiari, Toscana. Scarse sono le notizie relative alla sua infanzia, ma egli stesso sostenne di essere stato colpito dalla peste bubbonica la cui epidemia scoppiò nel 1563: essa era molto simile a quella del 1527 diffusa dai mercenari di Carlo V d'Asburgo (lanzichenecchi) che sconfissero i Francesi e saccheggiarono il Vaticano, ma potrebbe anche essere una successiva. I suoi genitori erano Paolo e Luisa, che presto lo lasciarono orfano.
Maggi si applicò nell'ars oratoria con Pierantonio Ghezzi di Laterina, maestro di latino. Successivamente frequentò dapprima l'Università di Perugia, poi quella di Pisa, e infine quella di Bologna. A Pisa, seguì le lezioni del noto professore di oratoria latina e greca, Francesco Robortello, che rimase membro della facoltà dal 1543 al 1549.

## Carriera
Oltre al toscano, Maggi imparò ben presto il latino, il greco, l'ebraico e lo spagnolo. Forte di queste abilità linguistiche, si appassionò alla giurisprudenza, basandosi dapprima sugli studi di Andrea Alciato, poi su quelli di Bartolo da Sassoferrato e delle correnti di pensiero attive nel XIV e nel XV secolo.
Si interessò, inoltre, alla storia antica, e iniziò ben presto a studiare l'epigrafia e l'architettura. Allestì una vasta collezioni di antiche lapidi provenienti da Como, Ravenna, Rieti, Foligno, Perugia e Roma. A Pisa e in altre città italiane, esaminò molte tombe e sarcofagi per poi confutare una diffusa credenza del tempo, ossia l'esistenza dei giganti nell'antichità. Si applicò per offrire una corretta interpretazione delle leggi romane e, per la sua eccellente analisi di una parte del Digesto, fu abbracciato da Robertello. A Pisa ottenne il dottorato nel 1546 e due anni dopo ritornò nella sua città natale.
Nel 1548 gli fu chiesto dai suoi concittadini di andare a far visita al granduca Cosimo I de' Medici. Iniziò tale impresa a Venezia, città dove si formavano le più illustri menti italiane di quei tempi grazie al proficuo commercio di libri incentivato dal governo; rivide Robortello e legò con lo scrittore Pietro Aretino. Maggi, non avendo nulla da offrire, ricercò protezione da Aretino, come mostrano i seguenti versi endecasillabi, tratti dalla Guerra di Fiandra pubblicata nel 1551 (Canto II, v. 56):
| L'uom tre volte chiarissimo e divino Il famoso immortal Pietro Aretino. |

Con grande apprezzamento, Aretino mandò questo poema sulle guerre fiamminghe a Chiapino Vitelli, famoso spagnolo mercenario generale nel febbraio 1551, insieme ad una lettera in cui elogiava le capacità di Maggi. La famiglia di Vitelli possedeva molte terre nei pressi di Anghiari, situate solo qualche miglio più lontano della tenuta di Maggi; da qui, Maggi cercò di ingraziarsi Vitelli, soldato di Cosimo, per ottenere la benevolenza alla corte di Firenze. Cercò di ingraziarsi anche Giovanni delle Bande Nere, padre di Cosimo I, dal momento che l'aspirazione al trono da parte del figlio ben costituiva un obiettivo di Maggi. In cinque canti, Maggi spesso si lamenta del suo infausto destino, rappresentandosi frustrato per aver intrapreso le professioni legali soltanto per necessità.
| Se il giovin quale Ulpian, Bartolo e Baldo Disturban spesso e l'aspra inopia e dura Non viene afforza al poetar men saldo, E a l'avvocar rivolti ogni sua cura; Io per certo infiammato esser e caldo A fare il veggio un'immortal scrittura, Gli dia la vita il Ciel, sostegno e 'l nido, E 'l gran Cosmo udirà, d'altr'opra il grido. |

## L'invasione dei Turchi
È stato giudice e ingegnere militare di difesa a Famagosta su Cipro quando l'isola fu invasa nel 1571 dai Turchi ottomani. Assediato dai Turchi, progettò marchingegni per difendersi dai loro attacchi. Quando l'isola fu conquistata, Maggi fu imprigionato a Costantinopoli dove scrisse due trattati: De tintinnabulis, sulle campane e sui carillon, e De equuleo, sui metodi di tortura.
Con la speranza di ottenere la libertà dedicò il primo trattato a Carolus Rym, ambasciatore dell'imperatore del Sacro Romano Impero Massimiliano II d'Asburgo, e il secondo trattato a François de Noailles, vescovo di Aire e ambasciatore del re di Francia. Apprezzarono i suoi lavori e si impegnarono per ottenere la sua libertà: i loro sforzi, tuttavia, vennero vanificati quando egli evase e si rifugiò nell'ambasciata imperiale. Il capitano della prigione lo arrestò e lo condannò a morte per strangolamento.
I due trattati vennero pubblicati postumi rispettivamente nel 1608 e nel 1609.

## Opere

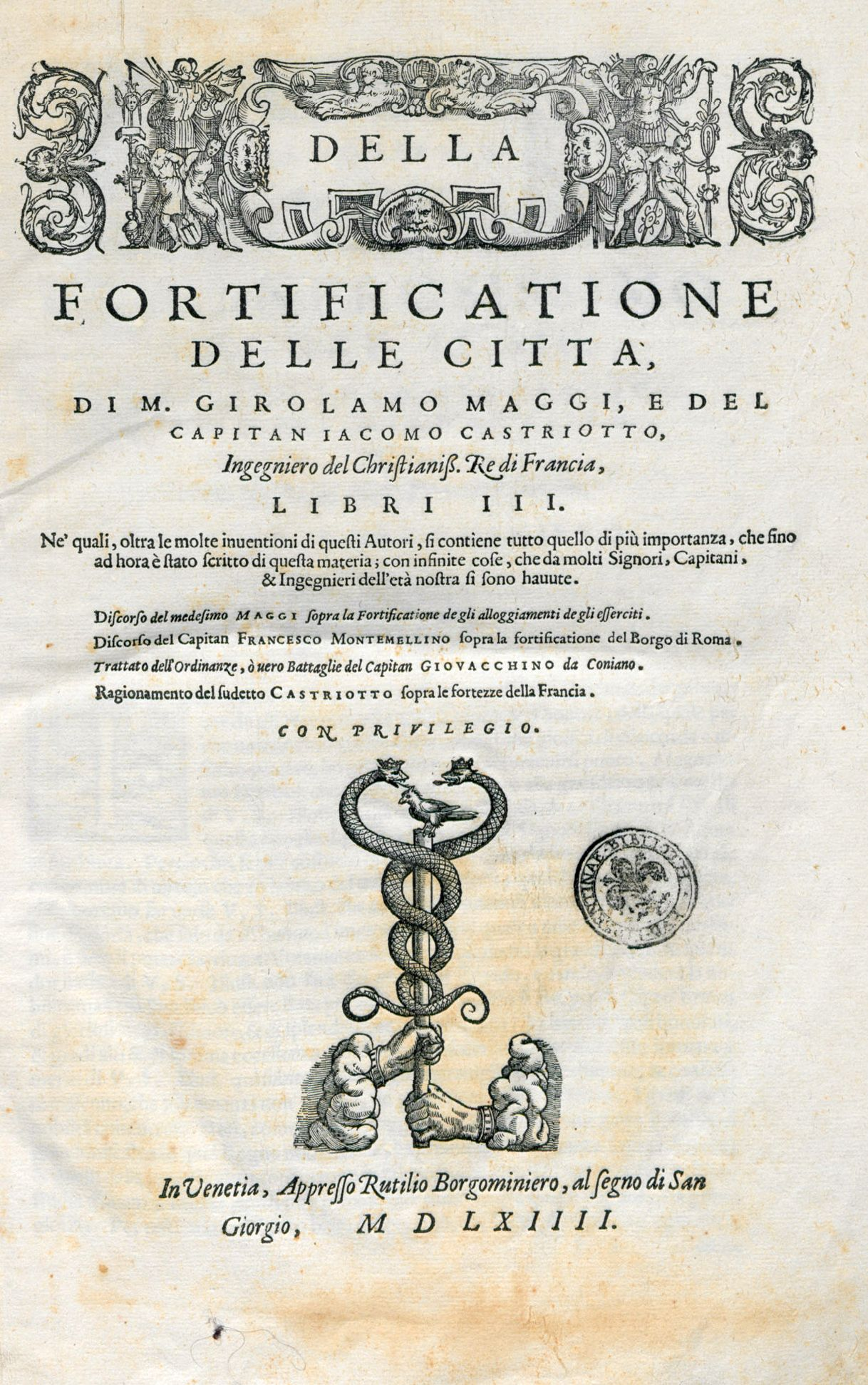
Della fortificatione delle città, 1564

- Cinque primi canti della guerra di Fiandra (1551);
- De mundi exustione, et de die judicii (1562);
- Miscellanorum, seu Variarum Lectionum (1564);
- Della fortificatione delle città. Con Giacomo Fusto Castriotto (1564);
- Della fortificatione delle città, Venezia, Rutilio Borgominieri, 1564.
- De tintinnabulis;
- De equuleo.

### Ulteriori letture
- Buratti, Alessandro. Elogio di Girolamo Magi celebre letterato di Anghiari... Archiviato il 5 luglio 2007 in Internet Archive. Perugia, Nella Stamperia Costantini, Santucci e Comp., 1809. pp 115.